# تشونسي ليوباردي
تشونسي ليوباردي (بالإنجليزية: Chauncey Leopardi)‏ هو ممثل أمريكي، ولد في 14 يونيو 1981 في الولايات المتحدة.

## أعمال

### أفلام
- (1995) كاسبر[3][4]

### مسلسلات
- بنات غيلمور
- جوال تكساس ووكر

## وصلات خارجية
- تشونسي ليوباردي على موقع IMDb (الإنجليزية)
- تشونسي ليوباردي على موقع ألو سيني (الفرنسية)
- تشونسي ليوباردي على موقع أول موفي (الإنجليزية)
- تشونسي ليوباردي على موقع قاعدة بيانات الأفلام السويدية (السويدية)
- تشونسي ليوباردي على موقع قاعدة بيانات الفيلم (الإنجليزية)
- تشونسي ليوباردي على موقع كينوبويسك (الروسية)
- تشونسي ليوباردي على موقع كينوبويسك (الروسية)
- تشونسي ليوباردي على موقع كينوبويسك (الروسية)